# Копей-Кубовский сельсовет
Копе́й-Кубовский сельсовет (встречается также Капей-Кубовский сельсовет) — муниципальное образование в Буздякском районе Башкортостана.

## История
Согласно «Закону о границах, статусе и административных центрах муниципальных образований в Республике Башкортостан» имеет статус сельского поселения.

## Население
| 2002  | 2009  | 2010  | 2012  | 2013  | 2014  | 2015  |
| ----- | ----- | ----- | ----- | ----- | ----- | ----- |
| 1908  | ↗1961 | ↘1913 | ↘1859 | ↘1809 | ↘1768 | ↘1724 |
| 2016  | 2017  |       |       |       |       |       |
| ↘1681 | ↘1663 |       |       |       |       |       |

## Состав сельского поселения
| № | Населённый пункт | Тип населённого пункта       | Население |
| - | ---------------- | ---------------------------- | --------- |
| 1 | Копей-Кубово     | село, административный центр | ↘949      |
| 2 | Большая Устюба   | село                         | ↗345      |
| 3 | Батырша-Кубово   | село                         | ↘330      |
| 4 | Казаклар-Кубово  | село                         | ↘240      |
| 5 | Каранбаш         | деревня                      | ↘49       |

### Упразднённые населённые пункты
- Бурнак — упразднённая в 1960-х годах деревня
- Устюба — упразднённый в 2002 году посёлок[13]